# 克里斯耶
哈吉克里斯曼夏·拉哈迪（發音：[xrisˈmanʃah raˈhadi]；1949年9月16日—2007年3月30日），原名克里斯蒂安·拉哈迪（Christian Rahadi，[xristiˈan raˈhadi]），艺名克里斯耶（[xəˈriʃə]），印度尼西亚前卫流行歌手、词曲创作人。2011年，《滚石》杂志印度尼西亚版将他评为有史以来第三伟大的印度尼西亚音乐家。
克里斯耶出生于雅加达，拥有华人与印尼混血血统，从小就对音乐产生了浓厚的兴趣。在高中时期，他与兄弟约里斯（Joris）组建了一支乐队，并担任贝斯手。20世纪60年代末，他加入了由邻居纳苏蒂安家族（Nasutions）领导的乐队Sabda Nada（后更名为吉普赛乐队（Gipsy））。1973年，在短暂休息后，他重新加入乐队，在纽约演出一年。他短暂地回到印度尼西亚，随后又与另一支乐队Pro's一起返回纽约。再次回到印度尼西亚后，他与吉普赛乐队和古鲁·苏卡诺普特拉合作，录制了独立专辑《古鲁·吉普赛》，并于1976年发行。
继《古鲁·吉普赛》取得成功后，1977年，克里斯耶录制了他最受好评的两部作品：由詹姆斯·F·桑达创作的《小小灯火》，以及原声带专辑《风暴必将过去》。这些作品取得成功后，他与唱片公司音乐工作室（Musica Studios）签订了录音合同，并于1978年发行了他的第一张个人专辑《自然之声》。在与音乐工作室合作的近25年职业生涯中，他共计录制了十九张专辑，并于1980年出演了电影《月亮般美丽》。2007年3月30日，克里斯耶在雅加达的家中因长期与肺癌抗争而去世。
克里斯耶以其沉稳的舞台魅力和流畅的嗓音在印度尼西亚广受好评。他参与的五张专辑被《滚石》印度尼西亚版列入“有史以来最好的150张印度尼西亚专辑”名单；在该杂志后来的一期中，他演唱的四首歌曲以及一首参与的歌曲被评为有史以来最好的印度尼西亚歌曲之一。他的几张专辑获得了银唱片乃至金唱片认证。他获得了两次终身成就奖，一次是在1993年的BASF奖项，另一次是在2007年由印度尼西亚电视台SCTV追授。

## 早年生活
克里斯耶，原名克里斯蒂安·拉哈迪（Christian Rahadi），1949年9月16日生于雅加达。他的父亲是华人与巴達維族混血的企业家劳伦斯·拉哈迪（Laurens Rahadi，1918–2005），母亲是汉娜·拉哈迪（Hanna Rahadi，1923–2004），一位来自茂物的华人巽他人混血家庭主妇。克里斯耶是家中的次子，他有两个兄弟，分别是约里斯（Joris）和维基（Vicky）。他们最初居住在中雅加达銘登的塔朗街，直到1954年迁居至同一区域的北徑山街。
克里斯耶在吉基（GIKI）小学就读时期，与邻近的纳苏蒂安（Nasution）家族建立了深厚的友谊，尤其与巴米德·高里（Bamid Gauri）关系密切，两人常一同打羽毛球、放风筝。他于那时开始聆听父亲收藏的唱片，学习跟唱宾·克罗斯比、弗兰克·辛纳特拉、纳·京·科尔和迪安·马丁的经典歌曲。小学毕业后，克里斯耶升入了基督教迪波内戈罗第三中学（SMPK III Diponegoro）。
在克里斯耶就读于銘登一所基督教高级中学期间，随着披头士乐队的热潮席卷印度尼西亚，他对音乐的兴趣愈发浓厚。为了满足他对演奏乐器的渴望，他的父亲为他购置了一把吉他。克里斯耶选择了贝斯吉他，认为它相对容易上手。由于克里斯耶和兄弟约里斯不擅长阅读乐谱，他们便通过伴奏父亲的唱片和收音机里录制的歌曲来学习演奏。不久，他们开始在学校活动中表演，克里斯耶担任主唱。在这段时间，克里斯耶开始在学校吸烟；一次被捉到后，他被惩罚在全体学生面前一次性吸八支烟。然而，这种惩罚并未能让他戒烟，最终他成为了一名烟瘾者。

## 生涯

### 1968-1977：乐队成员与早期项目
20世纪60年代中期，纳苏蒂安家族的兄弟姐妹们组建了乐队，克里斯耶和他的兄弟约里斯曾观看他们演奏尤拉希普和BS&T等乐队的歌曲。1968年，克里斯耶遵循父亲希望他成为工程师的愿望，注册进入印度尼西亚基督教大学。然而，到了1969年左右，巴米德·高里邀请他加入Sabda Nada乐队，顶替因病无法演出的贝斯手埃迪·奥德克（Eddi Odek）。克里斯耶的表演受到了纳苏蒂安家族的赞赏，他们邀请克里斯耶成为乐队的固定成员。乐队定期在朱安达街的Mini Disko演出，并出席各种生日和婚礼派对。克里斯耶在翻唱他人歌曲时，总是尽力模仿原唱歌手的唱腔。
1969年，Sabda Nada乐队更名为吉普赛乐队（Gipsy），他们认为这个名字更加男性化，更具有西方色彩。乐队没有经理人，自从他们开始在伊斯邁尔·马祖基公园定期演出后，他们的日程安排变得日益繁忙。在这样的忙碌节奏下，克里斯耶决定放弃在印度尼西亚基督教大学的学业；1970年，他转学至特里萨克提旅游学院（Akademi Pariwisata Trisakti），他认为那里的课程安排更为灵活，更适合自己的音乐事业。
1972年，蓬佐·纳苏蒂安（Pontjo Nasution）向克里斯耶伸出了橄榄枝，邀请他前往纽约演出。克里斯耶内心激动不已，却担心父亲会反对这一决定，因此犹豫不决。在随后数月里，他因焦虑而生病，而乐队其他成员则已启程前往纽约。在与兄弟约里斯和母亲深入交流后，克里斯耶终于向父亲坦露了自己的顾虑。父亲在深思熟虑后，同意了他退学加入吉普赛乐队的决定。随着健康状况的逐步恢复，1973年年中，克里斯耶与蓬特乔一同踏上了前往纽约的旅程，与乐队成员会合。同年，他正式辍学离开了特里萨克提学院。
在纽约的日子里，吉普赛乐队在印尼国家石油公司旗下的罗摩衍那（Ramayana）餐厅演出。乐队驻扎在第五大道的一间公寓，为纽约的观众带来了近一年的印尼风情音乐盛宴，并演绎了普洛柯哈伦、深红之王、爱默生、雷克与帕玛、创世纪乐团以及BS&T等知名乐队的经典曲目。虽然克里斯耶对于无法通过翻唱歌曲充分展现自己的音乐才华感到些许失落，但他依然全力以赴地投入到每一场演出中。
1973年年末，克里斯耶重返印度尼西亚，在此期间，高里及其兄弟基南（Keenan）引荐他结识了前总统苏卡诺之子、歌曲创作人古鲁·苏卡诺普特拉。随着纳苏蒂安家族与古鲁携手筹备新项目，克里斯耶也开始尝试创作个人作品。在创作过程中，他发现自己在撰写包含硬辅音的歌词时感到棘手，因此他尽量规避这类音节。次年，他加入了另一支乐队The Pro's，再次前往纽约。到了1975年中期，克里斯耶的合约尚余数周，却接到了来自雅加达父母的电话，得知其弟维基因胃部感染去世。由于无法即刻返回故土，克里斯耶心中充满了对家人的思念，这让他感到心神不宁，甚至在演奏时也难以集中精神。当乐队踏上归国的航班，克里斯耶在飞行途中泪流不止，归来后便陷入了一段抑郁时期。
克里斯耶曾一度中止了他的音乐演出，直至纳苏蒂安家族向他伸出了橄榄枝，邀请他回归吉普赛乐队，参与与古鲁的新项目。古鲁特别为克里斯耶量身打造了数首歌曲，由他担纲主唱，歌词亦为他个人量身定制。在逐渐摆脱抑郁情绪后，克里斯耶加入了乐队，在位于南雅加达新峇油兰的古鲁住所开始了密集的排练。乐队常常通宵达旦地排练，这个独立音乐项目巧妙地融合了西方摇滚元素与巴厘岛的传统甘美兰音乐，是团队协作的结晶。1975年中，乐队开始了录音工作，最初几个月仅完成了四首歌曲。这张专辑在1976年正式发布，凭借其独特的艺术魅力，赢得了评论家的一致好评，并限量发行了5000张。《古鲁·吉普赛》的成功，坚定了克里斯耶作为独唱艺术家的信心。
1976年末，克里斯耶受到了歌曲作家乔基·苏尔约普拉佐戈和Prambors电台总监伊姆兰·阿米尔（Imran Amir）的邀请，希望他能为Prambors电台举办的青少年歌曲创作大赛献声。然而，克里斯耶谢绝了这一请求，因为他并不愿意演唱印尼流行音乐。数日之后，Prambors的员工Sys NS在克里斯耶与古鲁和埃罗斯·查洛特会晤之际找到了他。Sys NS特别强调，Prambors电台急需克里斯耶献唱由詹姆斯·F·桑达作曲的《小小灯火》。在聆听了歌词后，克里斯耶被其深深打动，于是接受了邀请。这首歌曲在北雅加达珊瑚新村的Irama Mas录音室录制，并与其他获奖作品一同被收录在大赛的专辑之中。最初，《小小灯火》在专辑中仅位列第九首，但鉴于原始版本的专辑销量不佳，为了提升市场竞争力，这首歌被调整至专辑的主打位置。调整之后，这首歌曲迅速赢得了广泛的欢迎，获得了大量播放机会；该专辑最终成为当年销量最高的唱片。
《小小灯火》一曲走红之后，1977年年中，Pramaqua唱片公司向克里斯耶提出了合作，为他提供了一份制作专辑《分界峡谷》的合约。克里斯耶与乔基、伊安·安托诺（Ian Antono）和泰迪·苏贾亚（Teddy Sujaya）等音乐人携手，为该专辑录制了七首歌曲，乔基额外献唱了两首。虽然他对这些作品感到自豪，并对专辑的市场表现抱有很高的期待，但Pramaqua唱片公司却认为专辑在商业上不具备足够的吸引力，因此拒绝进行推广。直到克里斯耶后来的专辑《风暴必将过去》意外走红，克里斯耶试图收购所有库存未遂后，《分界峡谷》终于面市，但由于大众普遍将其视为《风暴必将过去》的续集，销售情况并不理想。尽管这张专辑的磁带被分发到全国各地的广播电台，克里斯耶后来还是形容其销量“冷清得就像鸡粪”。
在同一年，克里斯耶与包括查洛特和乔基在内的多位艺术家，用了两个月的时间录制了电影《风暴必将过去》的原声大碟。该原声大碟在1978年印度尼西亚电影节上获得芝特拉奖（Piala Citra）后，Irama Mas录音室便以一笔固定费用邀请他们录制原声专辑。在克里斯耶和贝利安·胡陶鲁克的倾情演绎下，这张原声专辑在普卢特重新录制，耗时21天。专辑沿用了电影的名称发行，封面上印有女演员克里斯汀·哈基姆的肖像。专辑中还收录了克里斯耶首次担纲创作的作品《脆弱的自然》（Merepih Alam），然而在首周销量平平，直至广播电台开始热播其中的单曲，销量才逐渐上升。

### 1978–1982：早期个人演唱及电影事业
克里斯耶以其男高音声线和在《风暴必将过去》中的精彩演绎，赢得了音乐工作室（Musica Studios）的阿明·维查亚（Amin Widjaja）的青睐，他力邀克里斯耶加盟音乐工作室。自《古鲁·吉普赛》专辑发布以来，维查亚便对克里斯耶投以关注。克里斯耶在获得创作自由的承诺后同意签约，尽管维查亚对此有所保留。1978年5月，克里斯耶开始在音乐工作室制作他的首张个人专辑《自然之声》，专辑中不仅收录了其他艺术家的作品，也包括了他自己的创作，如专辑同名曲。在录制过程中，他与录音师和编曲家一同将自己封闭在录音室里，即便阿明希望了解进度，克里斯耶也未让他介入。该专辑深受《风暴必将过去》的影响，并采用了披头士乐队开创的双轨录音技术，使得声音更加丰富饱满。该专辑于同年8月正式发布。在克里斯耶接受国家电视台TVRI和广播电台的一系列采访推广后，专辑销量最终突破了40万张。
接下来的一年，克里斯耶与乔基合作录制了《魅力火花》，并于1979年8月发行。这张专辑在阿明逝世后制作完成，收录了克里斯耶的密友朱奈迪·萨拉特（Junaidi Salat）以及乔基和古鲁的作品。专辑标题是通过投票决定的，而同名主打歌曲并未作为单曲发行。《魅力火花》在评论界和市场上均未获得预期的成功。克里斯耶在与其他艺术家深入讨论后，认为专辑之所以未能成功，是因为它与《风暴必将过去》过于相似。因此，在经过一段时间的反思后，他开始探索不同的音乐类型。同年5月5日，他还担任了Prambors青少年歌曲创作大赛的评委。
在确定轻松愉悦的浪漫流行曲风最适合自己的音乐路线后，克里斯耶着手录制他的新专辑《美丽的绽放》。专辑中几乎所有曲目均出自古鲁·苏卡诺普特拉之手，唯一的例外是一首英文歌《致勒吉安海滩的朋友们》（英語：To My Friends on Legian Beach）。其中，《加利与拉特娜》（Galih dan Ratna）和《恋曲》（Gita Cinta）这两首歌曲获选入1979年的电影《高中恋曲》作为配乐。克里斯耶在该电影的续集《心灵花园美丽的绽放》（Puspa Indah Taman Hati）中客串出演，扮演一位歌手。得益于电影的流行，专辑《美丽的绽放》广受好评并取得了不错的销售成绩；《加利与拉特娜》和《恋曲》作为单曲发行后，同样在市场上获得了成功。
到了1980年，克里斯耶参演了印尼电影《月亮般美丽》。起初，他对是否参演犹豫不决，但在Sys NS的再三劝说下，他被说服认为这将是一次愉快的经历。然而，他后来对这一选择感到遗憾，认为电影团队缺乏专业精神，并且经常与导演夏姆苏·富阿德（Syamsul Fuad）发生冲突。1981年，他与乔基合作推出了专辑《梦想的反照》，但专辑并未达到预期效果，之后克里斯耶便选择了长期休假。

### 1982–1993：婚姻与风格转变
尽管克里斯耶备受乐迷喜爱，但他鲜少涉足恋爱。然而在1981年初，他开始追求古鲁·苏卡诺普特拉的秘书——古斯蒂·菲罗扎·达玛延蒂·努尔（Gusti Firoza Damayanti Noor，下稱延蒂），她拥有达雅克人和米南佳保人血统，来自一个音乐氛围浓厚的家庭，以前當過歌手。在克里斯耶等待古鲁時，他经常會和延蒂深入交流音乐话题；在他拜访自己的朋友，延蒂的胞兄萊迪（Raidy）時，兩人也常常见面。当延蒂迁往巴厘岛，在一家五星级酒店工作数周时，克里斯耶跟着她來到峇里島，并對她說，待她返回雅加达，他就跟她结婚；尽管这并非正式求婚，延蒂还是欣然接受了。1982年，克里斯耶改信伊斯兰教，因为伊斯兰教不允许穆斯林女性与非穆斯林男性通婚，他随之将自己的名字改为克里斯曼夏·拉哈迪（Chrismansyah Rahadi）。当时，他对基督教的信仰已日渐感到疏离和失望。1982年12月12日，他以米南佳保族的仪式迎娶了延蒂。
由于经济状况不佳，加之受到好友查洛特从德国归来的激励，克里斯耶在1983年初与查洛特和乔基合作，开始着手制作他的下一张专辑。音乐工作室的新任经理阿丘·维查亚（Aciu Widjaja）认为他们需要一种全新的音乐风格。于是，克里斯耶、查洛特和乔基将艺术摇滚与克里斯耶标志性的浪漫流行音乐相融合，并从警察乐队中汲取灵感。他们合作的成果——专辑《衰退》于1983年1月问世。这张专辑广受好评，销量达到35万张并获得了银唱片认证；专辑中的单曲《莱尼》（Lenny）、《寂静》（Hening）和《第一夜》（Malam Pertama）在广播电台上频繁播放，赢得了广泛的喜爱。
1983年2月，克里斯耶携手维娜·潘杜维纳塔推出了另一首充满爵士风情的单曲《人间故事》（Kisah Insani）。在《衰退》专辑之后，克里斯耶与查洛特和乔基合作，于1983年打造了《大都会》（Metropolitan）专辑。这张融合了新浪潮元素，主要探讨年轻人所面临的问题。专辑广受好评，并最终荣获银唱片殊荣。其中单曲《再见，我的爱人》（Selamat Jalan Kekasih）也成为了热门金曲。同年，克里斯耶与延蒂迎来了他们的第一个女儿——丽丝琪亚·努兰妮莎（Rizkia Nurannisa）。1983年11月，克里斯耶与古鲁联袂，从《印尼之恋》（Cinta Indonesia）合辑专辑中推出了另一首畅销单曲《艺术》（Seni）。接下来的一年，克里斯耶、查洛特和乔基再次携手，创作了蕴含社会批判意味的《小姐》专辑，该专辑产生了四首畅销单曲，并荣获白金唱片认证。尽管《小姐》专辑销售火热，但在阿丘的影响下，克里斯耶决定探索新的音乐风格，并在1984年中与查洛特和乔基分道扬镳。
克里斯耶随后找到了年轻的作曲家阿迪·MS，请求他协助制作下一张专辑。尽管阿迪自认为与查洛特和乔基相比尚有差距，但他还是接受了邀请，并建议采用类似于《小小灯火》和《风暴必将过去》的旋律风格。他们合作的成果是《孤独》专辑，其中包含了古鲁和朱奈迪·萨拉特的作品，专辑中融入了竖琴、双簧管、英国管以及弦乐部分。《孤独》专辑产生了三首畅销单曲，并取得了良好的销售业绩，为克里斯耶赢得了他的第一个BASF奖项。
1984年末，克里斯耶寻求了另一位年轻作曲家阿吉·苏塔玛（Adjie Soetama）的协助，共同打造他的新专辑。那时，轻松的节拍和明快的旋律正风靡一时，两人因此选择了一种更为轻快的音乐风格。1985年，他们开始了新专辑《我爱她》的录制工作，专辑中还包含了古鲁和达当·S·玛纳夫（Dadang S. Manaf）的作品。在阿丘聆听了阿吉主导的一场即兴演奏后，他立刻认定其中的一首歌曲将成为主打单曲。专辑在情感表达上提出了更高要求，这对于以舞台形象严肃著称的克里斯耶而言，无疑是一大挑战。不过，延蒂为他精心准备了色彩缤纷的服装，而亚历克斯·哈西姆（Alex Hasyim）则在舞蹈编排上给予了他专业的指导。《我爱她》一经推出，便在首周内卖出了数十万张，最终荣获金唱片认证。同年，克里斯耶与阿吉·苏塔玛合作的《嗨嗨欢呼》也相继问世，而另一张专辑《丽莎小姐》则在1986年发行。这两张专辑延续了相似的节奏和韵律，同样取得了不错的销量，尽管未能超越《我爱她》的佳绩。1986年3月2日，克里斯耶和延蒂迎来了他们的第二个女儿，丽斯蒂·努拉伊莎（Risty Nurraisa）。
尽管三张专辑获得了成功，克里斯耶和他的家庭在经济上仍旧面临挑战，他们甚至不得不两度出售家车以缓解财务压力。这样的困境一度让克里斯耶考虑离开音乐界。1988年，克里斯耶录制了《初次邂逅》，而在随后的一年，他推出了《亲爱的，再见》。他后来回忆说，由尤昂基·苏瓦诺（Younky Suwarno）编曲的这张专辑有着“美妙的触感”。专辑中的主打歌曲《亲爱的，再见》由提托·苏玛尔索诺（Tito Sumarsono）创作，并被制作成克里斯耶的首部音乐视频。这部由杰伊·苏巴克托（Jay Subyakto）执导的视频成为首支在MTV东南亚频道播出的印尼音乐视频。
1990年2月27日，克里斯耶和延蒂喜获一对双胞胎儿子，分别是兰达·普拉马沙（Randa Pramasha）和拉因达·普拉沙提亚（Rayinda Prashatya）。1992年，克里斯耶录制了一首翻唱单曲，即库斯·普拉斯乐队的《你的爱已逝去》，同样由尤昂基编曲。这支音乐视频再次在MTV东南亚频道播出，并成为第一支在MTV美国频道播出的印尼音乐视频。次年，克里斯耶与尤昂基再次联手，录制了专辑《再次孤独》。该专辑经过了四个月的精心策划和四个月的录制，专辑的主打歌音乐视频同样在MTV东南亚频道广泛传播。

### 1994–2004：演唱会及与埃温·古塔瓦的合作

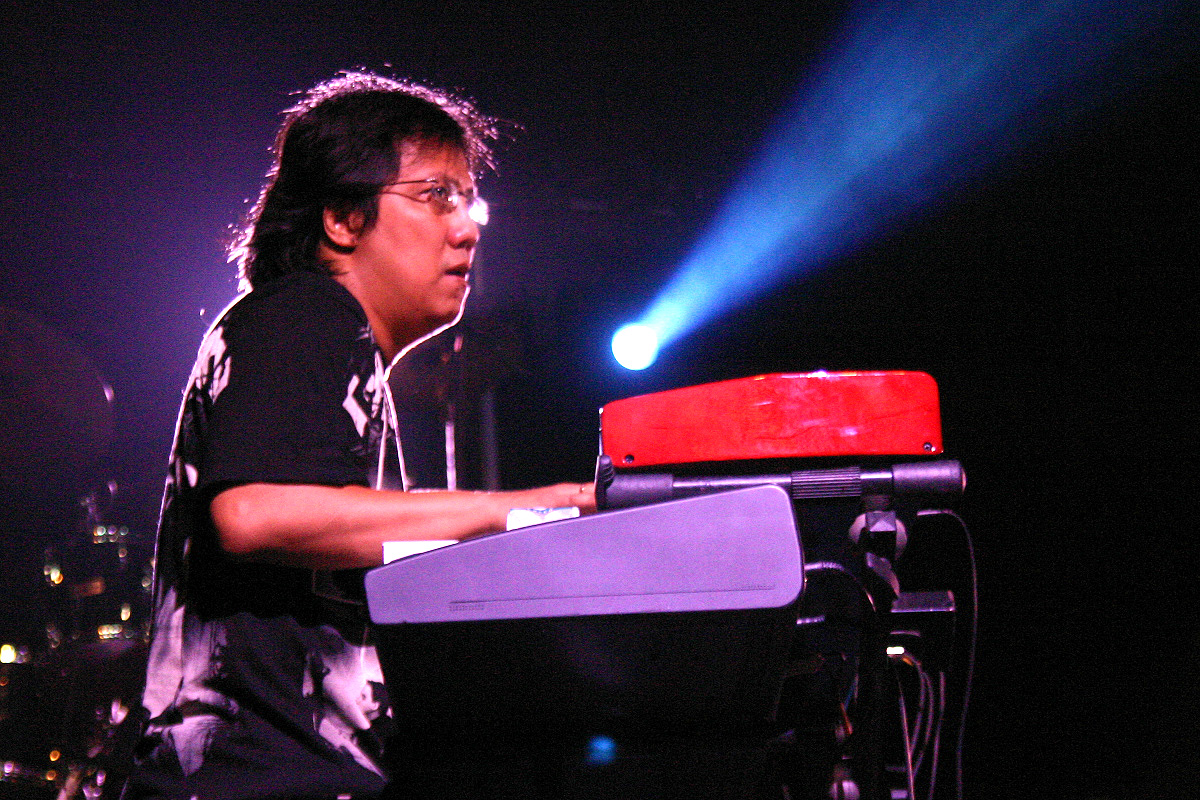
在“孤独”演唱会取得成功后，克里斯耶多次与埃温·古塔瓦合作。（摄于2004年）

尽管《再次孤独》在市场上取得了一定的成功，但在1990年代初期，克里斯耶开始感受到来自日益视觉化的音乐产业和层出不穷的新生代歌手的竞争压力。他再次萌生了退出音乐界的念头，感觉自己的音乐生涯似乎已经“走到了尽头”。尽管延蒂一直鼓励他说许多歌手都能在乐坛活跃至花甲之年，但克里斯耶却注意到，越来越多的老牌艺人正被新晋歌手所取代。在这种几近绝望的心境下，克里斯耶受到了杰伊·苏巴克托和高里·纳苏蒂安的邀请，他们为他提供了在雅加达会议中心的全体大会堂举办个人演唱会的机会，这在印尼艺术家中尚属首次。起初，克里斯耶对于是否有足够的粉丝来填满整个会馆持怀疑态度，因此他最初拒绝了这个提议。
高里锲而不舍地劝说克里斯耶数周，希望他能同意举办这场演唱会。在克里斯耶与即将负责音乐编曲的埃温·古塔瓦结识之后，杰伊·苏巴克托最终说服了他，让他意识到这可能是重振其音乐事业的最后契机。面对资金不足的困境，他们向鷹記電視台寻求赞助，却遭到了婉拒，对方甚至半开玩笑地建议他们不妨在国家纪念碑前举办演唱会。然而，克里斯耶、苏巴克托和古塔瓦并未因此气馁，他们集结了一群艺术家，并开始了紧张的排练。之後鷹記電視台改变初衷，同意资助这场演唱会，以慶祝其五四周年台慶。随后，数千张门票在短短一周内便被抢购一空。
这场名为“孤独”的演唱会，旨在证明“100%印尼制造”的演唱会同样能够大获成功，于1994年8月19日隆重举行。在古塔瓦指挥的管弦乐队伴奏下，克里斯耶演唱了一系列他的代表作和几首二重唱，包括与露丝·萨哈纳亚合唱的《第一夜》。克里斯耶后来回忆，无论是孩童还是成人，观众们都能熟记他的歌曲歌词，无论是经典老歌还是新近发行的作品；他感慨这一举动让他深感自己的渺小。演唱会的巨大成功为克里斯耶注入了新的活力，他随后踏上了前往泗水、梭罗和万隆的巡回演出之旅，动用了24辆卡车和巴士来运送必需的设备，而这些音乐会的门票同样销售一空。
在“孤独”巡回演唱会取得成功后，克里斯耶着手筹划制作一张收录了他早期热门歌曲的专辑，并由古塔瓦重新混音。在古塔瓦同意采用澳大利亚交响乐团进行音乐伴奏的条件下，双方决定打造一张具有原声特色的专辑。尽管预计成本高达6亿印尼盾（约合7万美元），阿丘还是给予了支持。在雅加达完成了基础录音工作后，克里斯耶、古塔瓦以及音效工程师丹尼·丽莎帕利（Dany Lisapali）在悉尼的301录音室（英語：Studios 301）进行了为期两周的专辑后期制作。专辑的音乐伴奏由菲利普·哈特尔室内乐团（英語：Philip Hartl Chamber Orchestra）提供，混音和母带处理也均在悉尼完成。该专辑定名为《克里斯耶原声》，于1996年发行，并在市场上取得了不错的销售业绩。
《克里斯耶原声》专辑之后，古塔瓦建议克里斯耶尝试一种新的风格，创作一些主题更为严肃的歌曲。不久，两人便开始合作制作《当爱诱惑时》专辑，同样邀请了澳大利亚交响乐团参与伴奏。然而，在录制由诗人陶菲克·伊斯迈尔创作的《当手和脚说话》（Ketika Tangan dan Kaki Berkata）时，克里斯耶发现自己难以继续，每次尝试都只能唱出几句便情感受挫，泪洒录音室。最终，在即将启程前往澳大利亚的前夕，在延蒂的鼓励和支持下，他终于完成了这首歌曲的录制。1997年10月11日，克里斯耶在东南亚运动会的开幕式上演唱了特别创作的歌曲《强大的印度尼西亚》（Indonesia Perkasa）。紧接着的一个月，他发行了《当爱诱惑时》专辑。该专辑的同名主打歌音乐视频由迪马斯·贾亚迪宁拉特（Dimas Djayadiningrat）执导，并于1998年9月10日荣获MTV东南亚音乐视频大奖。克里斯耶亲赴洛杉矶的环球剧场，出席颁奖典礼并领取了这一奖项。
1999年，应音乐工作室的邀请，克里斯耶着手对《风暴必将过去》进行重新编曲，尽管他本人认为原专辑已经相当完美。在这一过程中，他再次与古塔瓦携手合作。这张保持原名的全新专辑《风暴必将过去》的制作和宣传费用高达8亿印尼盾（约合95,000美元），其中部分费用包括了聘请澳大利亚维多利亚爱乐乐团（英語：Victorian Philharmonic Orchestra）的开销。专辑一经推出便广受欢迎，仅用三个月时间便实现了盈利，并最终销量达到了35万张。这张专辑的巨大成功为克里斯耶在雅加达会议中心全体大会堂举办的第二场个人演唱会“风暴音乐会”奠定了基础，演唱会门票一经开售便被抢购一空。此后，他收到了来自全国各地的演出邀请。克里斯耶后来向《羅盤報》表示，他感到自己似乎已经探索到了音乐领域的极限，因为他已经尝试了所有可能的音乐风格。尽管如此，他依然持续活跃在舞台上，在2000年6月19日于东爪哇省诗都阿佐县举行的第15届全国运动会开幕式上，他再次演唱了《强大的印度尼西亚》。
2001年，克里斯耶推出了录音室专辑《2001巡回演唱会》，其中收录了两首新作和数首经典旧作。专辑中的新歌《忠诚》（Setia）的音乐视频因其对一位身着紧身衣女性的描绘而引发了争议。争议之后不久，克里斯耶决定翻唱一系列他认为自1945年印尼独立以来最重要的印尼歌曲，这些歌曲的时间跨度从1940年代伊斯迈尔·马祖基的《甘密埔夜市的格朗章与小卷发的斯坦布尔》（Kr. Pasar Gambir & Stambul Anak Jampang）到1990年代末期阿赫玛德·达尼的《怀念》（Kangen）。此外，专辑还特别收录了庞基（Pongki）为专辑量身打造的歌曲，以及与索菲亚·拉珠巴合作的两首二重唱。这张专辑名为《十年》，于2002年发行，截至2003年10月销量已突破35万张。2002年12月15日，克里斯耶参与了在卡蒂卡海滩广场举办的“巴厘岛为世界——群星之声”慈善音乐会，旨在为10月12日爆炸事件的受害者筹集善款；参与演出的艺人还包括默莉·顾斯劳、Gigi、Slank和Superman is Dead。2004年7月12日，克里斯耶在全体大会堂举行了他的第三场个人演唱会“十年”，演唱会上演绎了《十年》中的多首经典曲目，古塔瓦的管弦乐队为演出提供了音乐伴奏。
此后，克里斯耶着手制作他的最后一张录音室专辑《灵魂》。他与Project Pop、Ungu和Peterpan等印尼艺术家合作，并取代古塔瓦亲自担纲专辑制作。在与Project Pop合作的歌曲《快说》（Bur-Kat）中，克里斯耶首次尝试了说唱风格。该专辑于2004年11月发行，受到了市场的热烈欢迎，但索尼音乐娱乐印尼分公司对专辑封面上出现其艺人名字表示不满。因此，专辑不得不下架，并在移除了相关名字后重新发行。

## 疾病与逝世

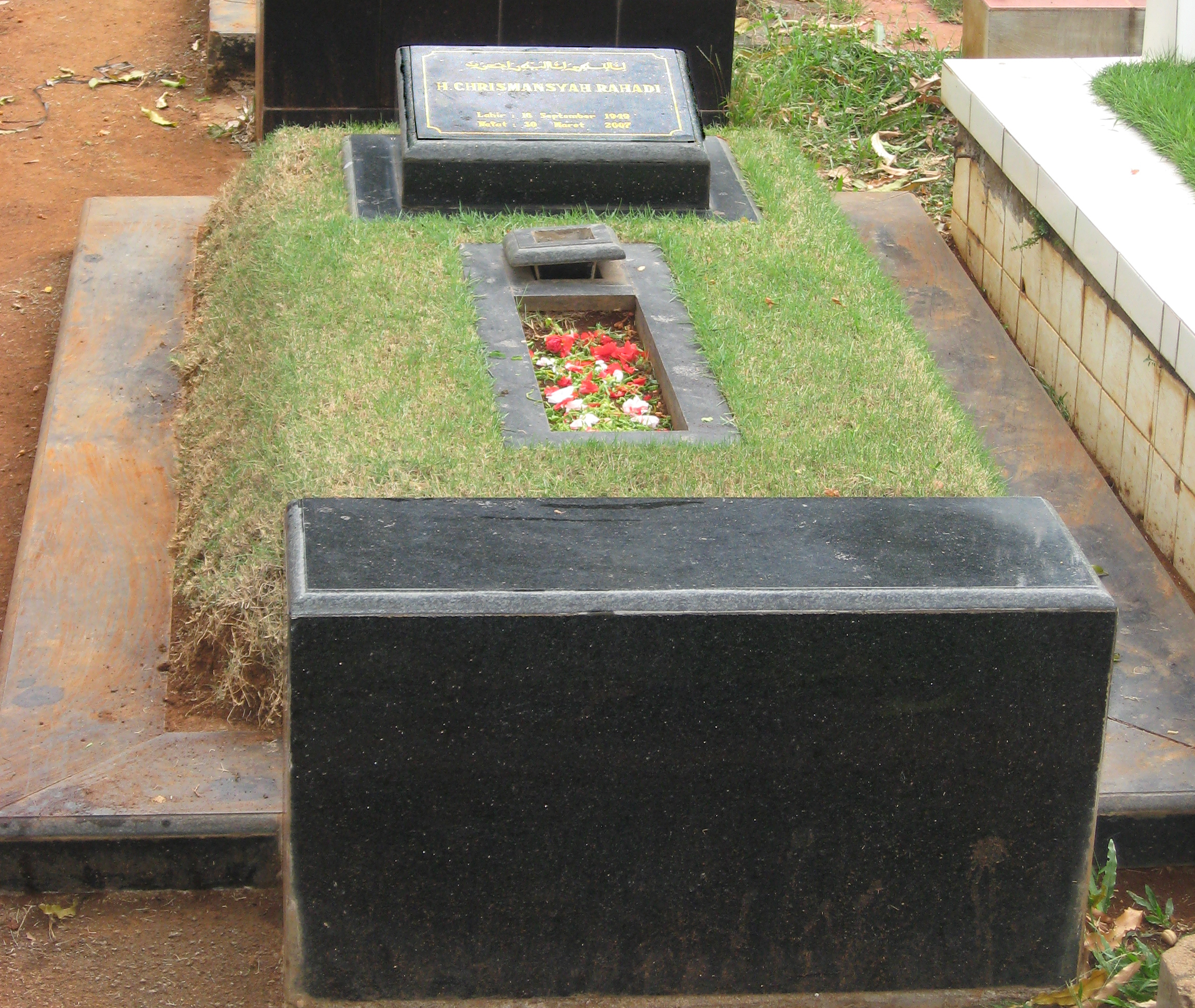
克里斯耶的坟茔

2005年7月，克里斯耶因呼吸不畅被紧急送往本多英达医院（Rumah Sakit Pondok Indah）。在接受了13天的治疗之后，他被转至新加坡的伊丽莎白医院继续接受治疗，在那里他被确诊为肺癌。尽管他担心化疗会导致他标志性的头发脱落，但他还是在2005年8月2日勇敢地开始了第一轮化疗，这是他六轮化疗疗程的开始。
随着时间进入2006年，克里斯耶的健康状况有所改善。在5月和11月，他与他的传记作者阿尔贝蒂妮·恩达进行了两次长时间的深入访谈。同年，他还推出了两张精选专辑《克里斯耶之选》（Chrisye by Request）和《克里斯耶二重唱》（Chrisye Duets），然而据称，他的健康状况并未完全恢复到可以发行新歌曲的程度。到了2007年2月，克里斯耶的健康状况再次恶化。
2007年3月30日，克里斯耶在南雅加达的家中离世，享年57岁。他被安葬在南雅加达的杰鲁普鲁特公墓（Taman Pemakaman Umum Jeruk Purut），葬礼上数百人前来送行，其中包括印尼的知名人士，如他的合作伙伴埃温·古塔瓦，以及歌手蒂蒂克·普斯帕（Titiek Puspa）、艾哈迈德·阿尔巴尔（Ahmad Albar）、索菲亚·拉珠巴（Sophia Latjuba）和伊康·法维（Ikang Fawzi）等。
在克里斯耶逝世百日之际，音乐工作室推出了两张纪念专辑，分别为《克里斯耶纪念辑——至尊金曲》和《克里斯耶纪念辑——永恒金曲》，这两张专辑收录了他从《自然之声》到《灵魂》等专辑中的十四首经典热门歌曲。2008年8月1日，克里斯耶的遗作《温柔之声》发行。这首歌曲由作曲家阿里奥诺·胡博约·贾蒂（Aryono Huboyo Djati）创作，其录制一直未对外公开，连录制日期也无人知晓。贾蒂曾透露。这首歌是“出于娱乐”而录制的。后来，由维基·西亚尼帕尔（Vicky Sianipar）执导的音乐视频发布，视频中不仅有Peterpan乐队的阿里埃尔（Ariel）、Nidji乐队的吉林（Giring），还有克里斯耶的遗孀，共同缅怀这位音乐传奇。

## 风格
乔基表示，克里斯耶之所以被选中录制《小小灯火》，一个主要原因是他那独特的嗓音和柔和的音色，这与键盘乐器的搭配相得益彰。然而，乔基也注意到，当克里斯耶的声音与柔和的音乐混合时，其声音的动态性会有所减弱，这促使他在他们合作的专辑《分界峡谷》中加入了更多的摇滚元素。古塔瓦则将克里斯耶的声音比喻为一张白纸，具有无限的潜力。2007年，Sys NS在一篇文章中提到，他一直在寻找一位“拥有天使般嗓音”的歌手来演绎《小小灯火》，而他认为克里斯耶无疑是这个角色的最佳人选。
印尼《视角》杂志的一位作家对克里斯耶在舞台上的表现评价为“僵硬”，动作幅度很小。为《我爱她》和《嗨嗨欢呼》设计舞蹈动作的亚历克斯·哈西姆回忆说，在他们第一天的排练中，克里斯耶紧张得满头大汗，最终他根据自己的特点发展出了独特的舞蹈风格，因为他难以完全遵循哈西姆的指导。
在选择服装方面，克里斯耶总是亲力亲为，有时还会尝试不同的颜色和设计。在他的所有音乐视频中，他都倾向于穿着同一风格的衬衫。在一次接受《罗盘报》采访时，他幽默地说，除非他不慎“跌进沟里”，否则他不会轻易改变这种着装风格。

## 后世影响

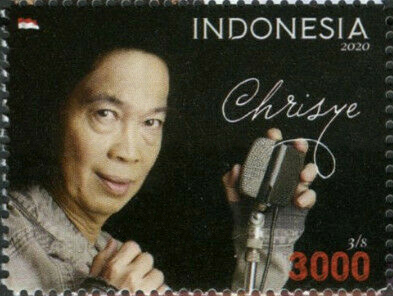
克里斯耶的肖像被印在2020年的邮票上

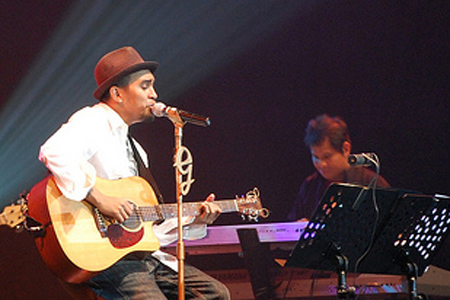
格伦·弗雷德利（左）在 2009 年雅加达爪哇爵士音乐节上向克里斯耶致敬

多位记者将克里斯耶誉为“传奇”人物。在《滚石》印度尼西亚版2007年评选的“有史以来最佳的150张印尼专辑”中，《风暴必将过去》位列榜首。克里斯耶的三张个人专辑也榜上有名：《自然之声》排名第51位，《美丽的绽放》排名第57位，《衰退》排名第82位。他参与的《古鲁·吉普赛》被评为有史以来第二佳专辑。此外，他的四首歌曲被列入有史以来最佳的印尼歌曲，《小小灯火》排名第13位，《白鸽》（Merpati Putih）排名第43位，《街头孩童》（Anak Jalanan）排名第72位，以及《脆弱的自然》（Merepih Alam）排名第90位；《古鲁·吉普赛》中的歌曲《独立的印尼》（Indonesia Maharddhika）则位列第59位。2011年，《滚石》将克里斯耶列为有史以来第三伟大的印尼音乐家。埃罗斯·查洛特形容他拥有一副伟大的嗓子，但性格稍显腼腆，通常不愿讨论社会问题。
根据印尼唱片工业协会的数据，原版的《风暴必将过去》是有史以来销量第二高的印尼专辑，从1977年到1993年间共售出900万张。1990年，《亲爱的，再见》的音乐视频成为第一支在MTV香港频道播出的印尼音乐视频；《再次孤独》的视频片段在《印尼音乐视频》（Video Musik Indonesia）第五集中被评为有史以来最佳的印尼音乐视频。
2009年，众多印尼艺术家如维娜·潘杜维纳塔、艾哈迈德·阿尔巴尔（Ahmad Albar）、D'Cinnamons乐队和谢丽娜·穆纳夫（Sherina Munaf）等，在雅加达丽思卡尔顿酒店举办的“克里斯耶：难忘之夜”（英語：Chrisye: A Night to Remember）音乐会上，倾情演绎了20首克里斯耶的经典歌曲，以此向他致敬。这场一票难求的音乐会还特别播放了克里斯耶遗孀和子女的感言。2012年4月5日，一场被视作克里斯耶第四场个人演唱会的特别活动在雅加达会议中心的全体大会堂举行，名为“克里斯耶的永恒颂歌”（Kidung Abadi Chrisye）。音乐会上，通过全息投影技术，观众们仿佛看到了克里斯耶与索菲亚·拉珠巴、Once Mekel、维娜·潘杜维纳塔以及古塔瓦的女儿吉塔同台演出的震撼场面。此外，演唱会还推出了一首新歌《永恒颂歌》（Kidung Abadi），由埃温和吉塔·古塔瓦创作，该曲巧妙地利用了246个克里斯耶生前录制的音节。
阿尔贝蒂妮·恩达为克里斯耶撰写了两部传记。第一部《克里斯耶：音乐回忆录》（Chrisye: Sebuah Memoar Musikal）于2007年面世，详尽回顾了他的成长历程、音乐生涯以及与癌症抗争的故事。第二部《克里斯耶的临终遗言》（The Last Words of Chrisye）则在2010年发行，讲述了他生命最后几年的点点滴滴。2012年3月，另一部书籍《媒体、朋友与粉丝眼中的克里斯耶》（Chrisye, di Mata Media, Sahabat & Fans）也与读者见面，从不同角度展现了这位音乐人的风采。
2017年12月7日，一部讲述克里斯耶生平故事的传记电影于印尼上映。该片由里扎尔·曼托瓦尼（Rizal Mantovani）执导，维诺·G·巴斯提安（Vino G. Bastian）担任主演，饰演克里斯耶。
2019年9月16日，为了纪念克里斯耶70周年诞辰，谷歌推出了一款特别设计的谷歌涂鸦，以此向他致敬。
2020年9月25日，音乐工作室发行了克里斯耶此前未曾公开的单曲《这份思念》，这首歌曲的录制时间可追溯至1992年9月。
2022年，威瑟乐团的主唱里弗斯·科莫在印尼Soundrenaline音乐节上翻唱了克里斯耶的经典歌曲《校园女孩》（Anak Sekolah），该演出视频发布后迅速在网络上引起了广泛关注和热议。

## 荣誉与奖项
克里斯耶在其音乐生涯中获得了众多奖项。1979年，他被选为印尼军队最喜爱的歌手。他的专辑《自然之声》和《我爱她》获得了金唱片认证，而专辑《嗨嗨欢呼》、《衰退》、《大都会》和《孤独》则获得了银唱片认证。
克里斯耶曾三度荣获由BASF卡带公司赞助的BASF音乐大奖，以表彰其专辑的畅销佳绩。1984年，他凭借专辑《孤独》首次获奖，1988年以《初次邂逅》再次获奖，1989年则以《亲爱的，再见》三度折桂。1994年，他因其对印尼音乐的杰出贡献而被授予BASF终身成就奖。同年，他还荣获了BASF最佳录音艺术家奖。1997年，他荣获印度尼西亚音乐奖最佳流行男歌手奖。1998年，专辑《当爱诱惑时》在印尼音乐大奖中一举夺得九项奖项，包括最佳专辑，克里斯耶本人也获得了最佳流行男歌手、最佳录音歌手和最佳平面设计师（与高里共同获奖）等奖项。2007年，他逝世后被追授首届SCTV终身成就奖，该奖项由其次女丽斯蒂代为领取。

## 个人生活
阿丘·维查亚曾形容克里斯耶为一个简朴之人。他回忆说，有一次他们一同出国，克里斯耶与众不同，不追求名牌服饰或高档餐厅，他更喜欢在美食广场品尝当地小吃，购买自己觉得舒适的衣物。克里斯耶在自传中提到，即使在婚后，他依然享受在街边小吃摊用餐的乐趣，并对旁人的注视感到不解。古鲁回忆说，克里斯耶在漫长的策划会议期间，能在任何地方小憩，哪怕是在钢琴下打个盹。
克里斯耶与达玛延蒂·努尔结为连理后，延蒂放弃了歌唱事业，全心全意地投入到家庭生活中。当他们的孩子出生后，克里斯耶因为忙于演出和录音，往往难以抽出足够的时间陪伴家人。尽管如此，他总是尽力在工作之余与孩子们共度时光。在1992年的一次访谈中，克里斯耶透露，他的孩子们并不愿意继承父母的衣钵成为歌手，因为他们亲眼目睹了音乐生涯给家庭带来的压力。他的妻子于2020年2月8日离世。

## 专辑列表
克里斯耶在其音乐生涯中共推出了31张专辑，包括与古鲁·吉普赛乐队合作的1张专辑、21张录音室专辑以及9张精选辑。自《自然之声》之后，他的每张个人专辑销量均突破了10万张。在1992年《罗盘报》的一次访谈中，克里斯耶透露，每次录制专辑后他都会感到身体不适，他认为这是由于推广专辑带来的压力所致。
克里斯耶还发行了众多单曲，其中一些成为了印尼肥皂剧的主题曲。例如，《初体验》（Pengalaman Pertama）被选为电视剧《英俊的猴子》（Ganteng-Ganteng Kok Monyet）的主题曲，《我的爱》（Cintaku）（出自重新混音的《风暴必将过去》）成为了《征服者少女》（Gadis Penakluk）的配乐，而《如你所愿》（Seperti Yang Kau Minta）则被用作《月光下的证言》（Disaksikan Bulan）的背景音乐。

### 与古鲁·吉普赛乐队
- 《古鲁·吉普赛》（Guruh Gipsy，1976年）

### 录音室专辑
- 《分界峡谷》（Jurang Pemisah，1977年）
- 《自然之声》（Sabda Alam，1978年）
- 《魅力火花》（Percik Pesona，1979年）
- 《美丽的绽放》（Puspa Indah，1980年）
- 《梦想之反照》（Pantulan Cita，1981年）
- 《衰退》（Resesi，1983年）
- 《大都会》（Metropolitan，1984年）
- 《小姐》（Nona，1984年）
- 《孤独》（Sendiri，1984年）
- 《我爱她》（Aku Cinta Dia，1985年）
- 《嗨嗨欢呼》（Hip Hip Hura，1985年）
- 《丽莎小姐》（Nona Lisa，1986年）
- 《初次邂逅》（Jumpa Pertama，1988年）
- 《亲爱的，再见》（Pergilah Kasih，1989年）
- 《再次孤独》（Sendiri Lagi，1993年）
- 《克里斯耶原声》（AkustiChrisye，1996年）
- 《当爱诱惑时》（Kala Cinta Menggoda，1997年）
- 《风暴必将过去》（Badai Pasti Berlalu重制版，1999年）
- 《2001巡回演唱会》（Konser Tur 2001，2001年）
- 《十年》（Dekade，2002年）
- 《灵魂》（Senyawa，2004年）

### 原声专辑
- 《风暴必将过去》（Badai Pasti Berlalu，1977年）
- 《月亮般美丽》（Seindah Rembulan，1980年）

### 单曲
此处仅列出未收录于录音室专辑的单曲。
- 《小小灯火》（Lilin-Lilin Kecil，1977年）
- 《只要选择和平之路》（Asalkan Pilih Jalan Damai，1995年，与克丽丝达延蒂（英语：Krisdayanti）、哈维·马拉伊霍洛（Harvey Malaiholo）合作）
- 《温柔之声》（Lirih，2008年）
- 《这份思念》（Rindu Ini，2020年）